# Bitbucket
Bitbucket es un servicio de alojamiento basado en web, para los proyectos que utilizan el sistema de control de versiones Mercurial y Git. Bitbucket ofrece planes comerciales y gratuitos. Se ofrece cuentas gratuitas con un número ilimitado de repositorios privados (que puede tener hasta cinco usuarios en el caso de cuentas gratuitas) desde septiembre de 2010, los repositorios privados no se muestran en las páginas de perfil - si un usuario sólo tiene depósitos privados, el sitio web dará el mensaje "Este usuario no tiene repositorios". El servicio está escrito en Python.
Es similar a GitHub, que utiliza Git. En una entrada de blog del 2008, Bruce Eckel hace una comparación favorablemente de Bitbucket frente a Launchpad, que utiliza Bazaar.

## Sobre el logo
El símbolo en la etiqueta pegada al cubo, es el símbolo del Mercurio en la alquimia y como planeta, y se refiere a que Bitbucket usa repositorios Mercurial. El contenido del cubo azul es de metal líquido mercurio.